# Abisso di Trebiciano
La Grotta di Trebiciano (Jama Labodnica in sloveno) con questo nome conosciuta da più di un secolo ed impropriamente chiamata abisso da qualche decennio, si trova nel comune di Trieste, a circa un chilometro e mezzo dall'abitato di Trebiciano, sul Carso Triestino, ed è identificata dal numero 3 del Catasto Regionale delle Grotte del Friuli-Venezia Giulia.
È una delle grotte più note della zona; non per le sue concrezioni, che anzi sono modeste, ma per la sua conformazione, le sue caratteristiche e la sua storia.

## Conformazione
La grotta è costituita da una lunga serie di pozzi di profondità variabile che si susseguono sino a sbucare su un enorme ammasso di sabbia, che si trova all'interno di una gigantesca caverna sul cui fondo scorre il Timavo, il fiume sotterraneo che si inabissa nelle Grotte di San Canziano per poi riaffiorare e sfociare nel golfo di Trieste a San Giovanni di Duino.
Il livello a cui si trova il fiume in condizioni normali è a 12 m s.l.m., ma a ben 329 metri al disotto della superficie, e per questa sua caratteristica la grotta ha detenuto per lunghi decenni, sino al 1925, il record della grotta più profonda conosciuta al mondo.

## Storia
(Relazione del 1841 sullo stato degli allestimenti all’interno della Grotta n. 17 VG)
Per 83 anni è stata considerata la grotta più profonda del mondo. Fu esplorata la prima volta nel 1841 da Anton Frederick Lindner, nel corso delle ricerche sul corso ipogeo del Timavo, che si sperava di poter sfruttare per l'approvvigionamento idrico della città di Trieste.
Il Timavo fu trovato, e numerose esplorazioni e studi si susseguirono negli anni da parte di molteplici esperti, ma i vari progetti che furono approntati per la captazione delle acque ed il loro inoltro nella rete idrica cittadina si rivelarono troppo costosi, per cui non vennero mai realizzati.
Al Lindner è stata intitolata la caverna sul fondo della grotta.

## Attrezzatura
Per permettere questi studi idrogeologici, oltre all'allargamento delle strettoie ed alla disostruzione dei pozzi, la grotta venne attrezzata con scale di legno e pianerottoli, una prima volta nel 1842, e poi successivamente riadattati nel 1913. Nel 1983 le scale di legno, ormai fradicie, sono state sostituite con scale in metallo, a cura della Società Adriatica di Speleologia, società che dal 1974 gestisce la grotta, in modo da permettere la discesa senza doversi portare appresso ingombranti attrezzature. Le scale sono affiancate da una fune di sicurezza, costituendo così quella che in alpinismo viene chiamata una ferrata.
Nella grotta sono sistemate anche attrezzature per la rilevazione di dati sulla grotta e sul Timavo, che poi vengono trasmessi in superficie ad una stazione esterna poco distante.

## Visita
L'ingresso della grotta si trova sul fianco di una dolina, ed è protetta da una piccola costruzione.
La grotta è visitabile gratuitamente ogni prima domenica del mese, previo preavviso, ma vista la conformazione della grotta la visita è riservata solamente a speleologi esperti (non è cioè una grotta turistica).

## Galleria d'immagini

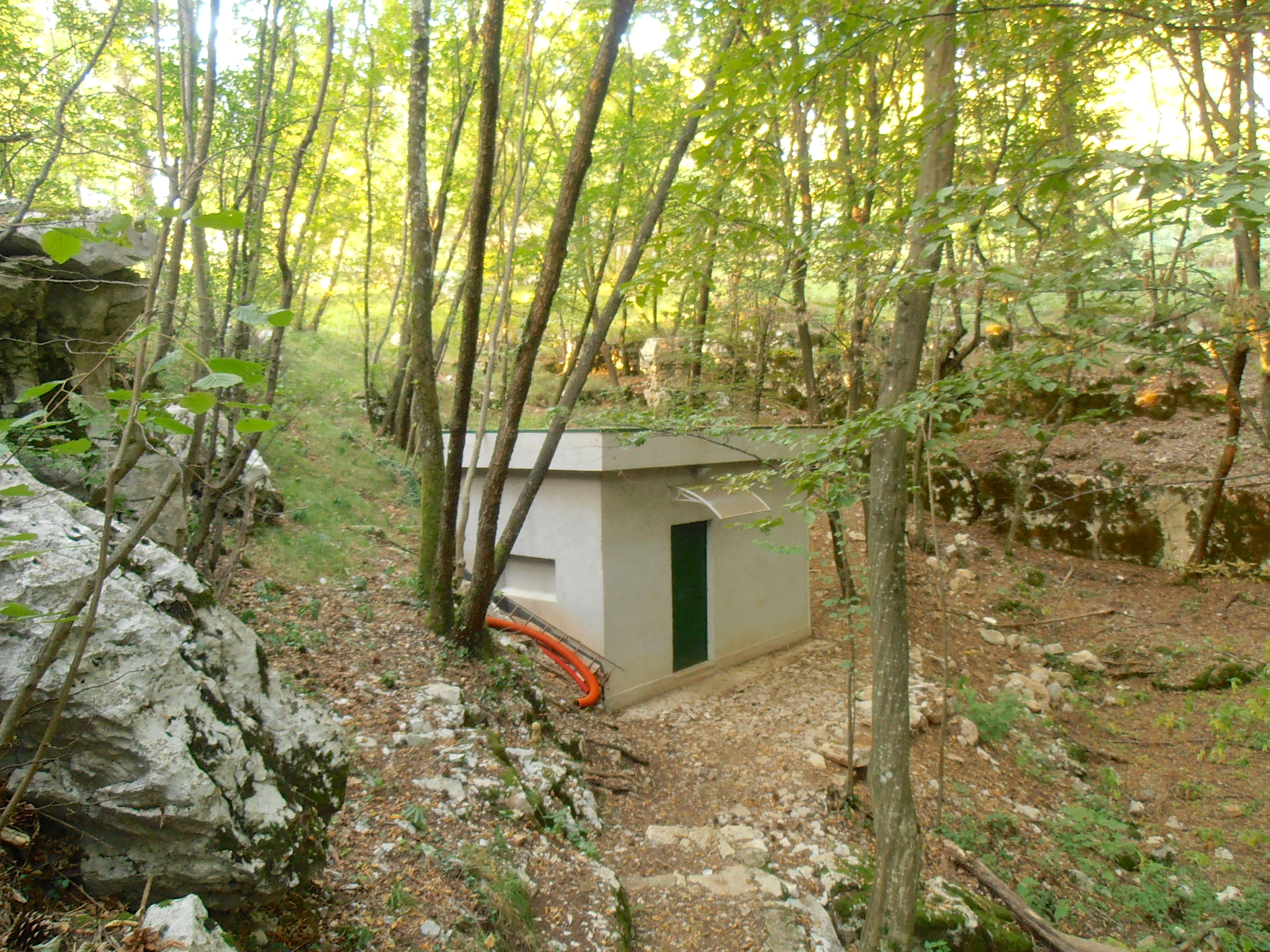
L'ingresso all'abisso di Trebiciano
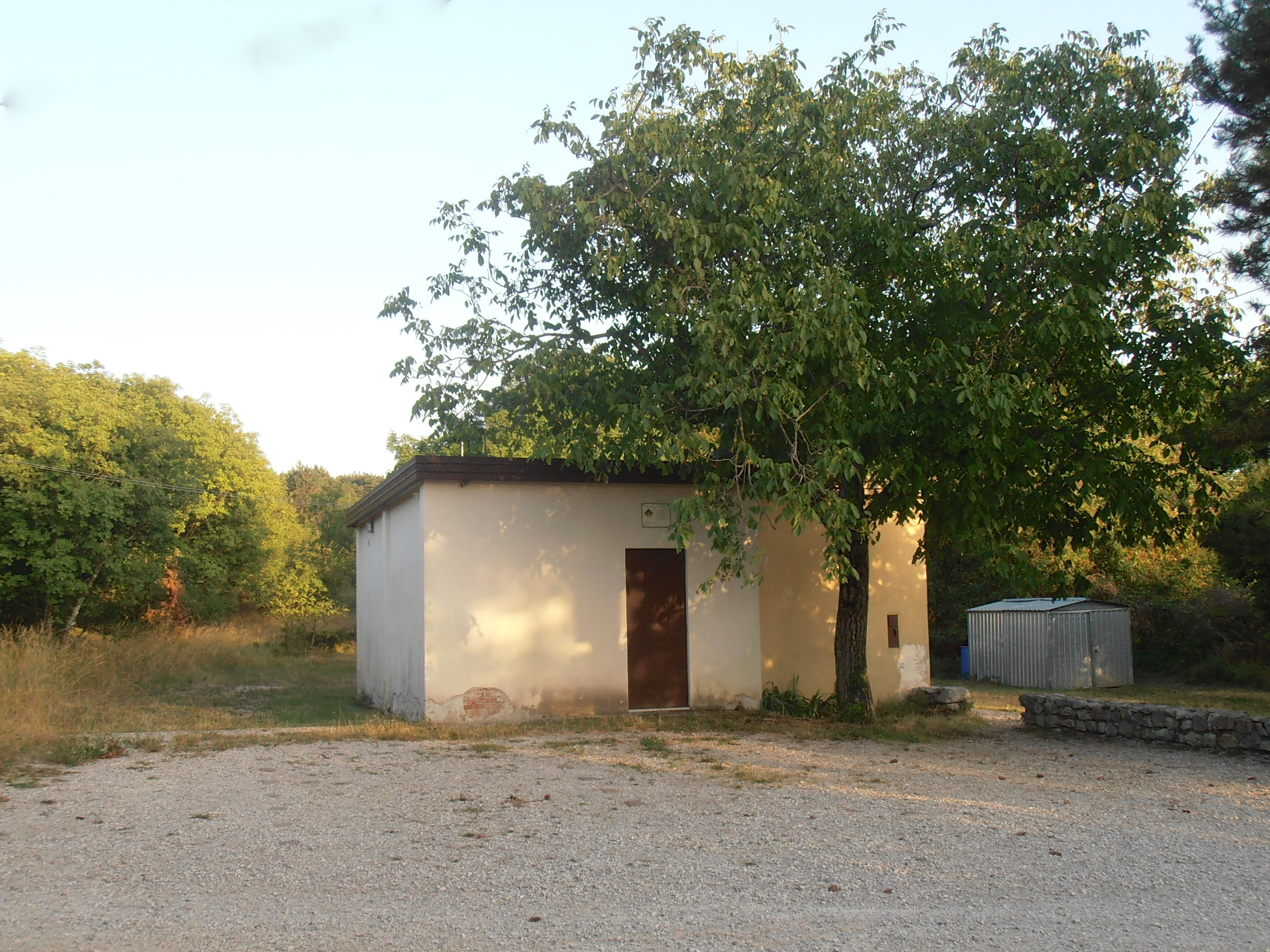
La stazione di rilevamento
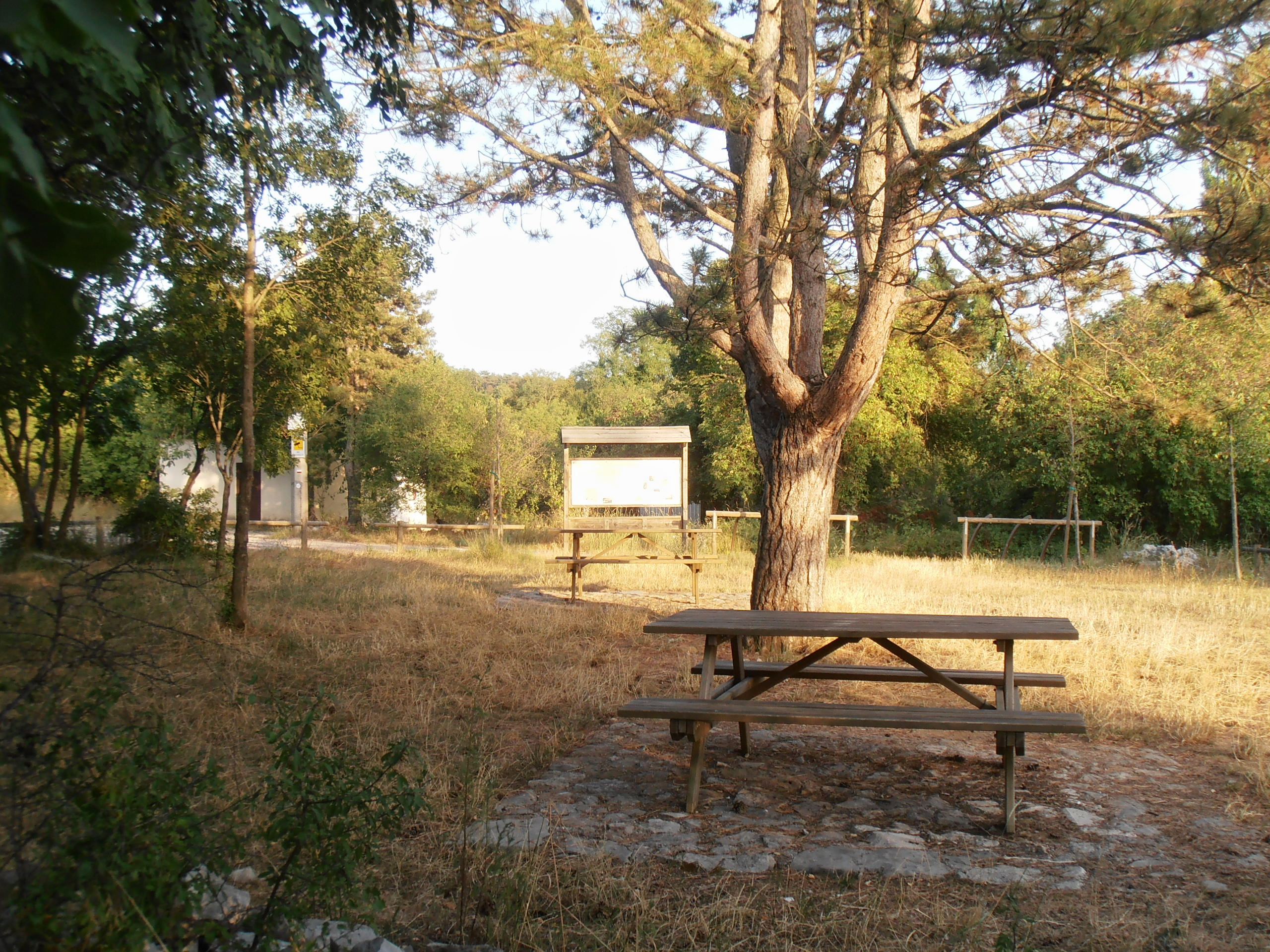
L'area di sosta con i pannelli didattici